# Midnattens Widunder
Midnattens Widunder (Zweeds voor "monster van de nacht" of "verschrikking van de nacht") is het eerste officiële studioalbum van de Finse folkmetalgroep Finntroll. Het album is uitgebracht in 1999 en bevat enkele songs die ook al op de Rivfader-demo (1998) stonden, al klinken de nummers op Midnattens Widunder anders. Het album duurt ongeveer een half uur en heeft negen liederen. Zanger Katla is hier nog op te horen, opvallend is dat zijn stem heel anders klinkt dan op het tweede album van Finntroll, Jaktens Tid. Ondanks de Finse nationaliteit, zijn de teksten in het Zweeds, de moedertaal van Katla.

## Line-up
- Katla - zang
- Trollhorn - keyboards en overige instrumenten
- Somnium - gitaar
- Skrymer ("Örmy") - gitaar
- Tundra - basgitaar
- Beast Dominator - drums en percussie

- Tapio Wilksa (gast) - zang op tracks 4 en 7
- "Mistress Helga" (gast) - accordeon op track 7

## Tracklist
1. Intro - 01:57
2. Svartberg ("zwarte berg") - 04:06
3. Rivfader ("scheurvader") - 04:12
4. Vätteanda ("goblintij") - 04:36
5. Bastuvisan ("saunalied") - 01:19
6. Blodnatt ("bloednacht") - 05:12
7. Midnattens Widunder ("het monster van de nacht") - 04:37
8. Segersång ("overwinningslied") - 01:59
9. Svampfest ("paddenstoelenfeest") (outro) - 02:05

## Trivia
- De teksten van Midnattens Widunder handelen over fictieve personages die meermaals voorkomen in de verdere albums van Finntroll, zoals Koning-Shamaantrol Rivfader (Scheurvader) en de twee priesters Aamund en Kettil, die geregeld het slachtoffer zijn van de trollen (in de sauna, in de kerk of op de markt).